# 유연석
유연석(본명: 안연석, 1984년 4월 11일 ~ )은 대한민국의 배우이다.

## 생애
유연석은 1984년 4월 11일 서울에 태어났다. 6살 때 공학박사였던 아버지가 경상대학교 교수로 임용되었기 때문에 진주로 이주해 학창 시절을 보냈다. 초등학교 시기에는 전교 학생회장을 맡기도 했다. 
고등학교 2학년 때 배우가 되어야겠다는 생각에 재수하던 형을 따라 상경해 경기고에 전학했고 형과 같은 세종대학교에 입학을 하게 된다. 고등학교 재학 시절 연기학원에서 알게 된 경리담당 누나가 영화 《올드보이》의 의상 팀에서 일하면서, 유지태 아역 오디션을 권유해 그 계기로 2003년 박찬욱 감독의 영화 《올드보이》를 통해 데뷔하게 되었다. 2007년 공군에서 군 복무를 마치고 2008년 드라마 《종합병원 2》로 배우 활동을 다시 시작하였다. 유연석은 영화 《혜화,동》, 《건축학개론》, 《늑대소년》 등과 드라마 《심야병원》, 《구가의 서》등에서 꾸준히 인상적인 연기를 펼치며 주목받았다. 2013년 《응답하라 1994》에서 순정파 야구선수 칠봉이 역을 맡아 큰 인기를 끌었고, 비로소 대중에게 이름을 알리게 되었다.이후 tvN 드라마 슬기로운 의사생활에 출연해 인기를 얻었다

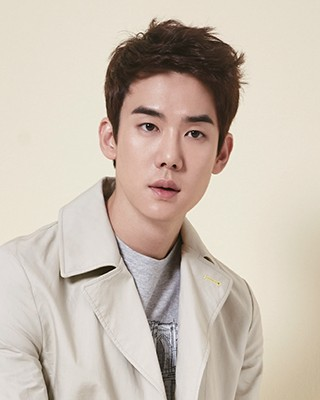
2015년때에 유연석.

## 출연 작품

### 영화
- 2003년 영화 《올드보이》 ... 어린 이우진 (유지태 아역) 역
- 2009년 영화 《황금시대 seg. "톱"》 ... 남자 역
- 2011년 영화 《혜화,동》 ... 한수 역
- 2012년 영화 《열여덟,열아홉》 ... 호야 역
- 2012년 영화 《건축학개론》 ... 재욱 역
- 2012년 영화 《두 번의 결혼식과 한 번의 장례식》 ... 석 동생 역
- 2012년 영화 《무서운 이야기 seg. "살인마"》
- 2012년 영화 《늑대소년》 ... 지태 역
- 2013년 영화 《전국노래자랑》 ... 김동수 역
- 2013년 영화 《화이: 괴물을 삼킨 아이》 ... 박지원 역
- 2014년 영화 《제보자》 ... 심민호 역
- 2014년 영화 《상의원》 ... 왕 역
- 2015년 영화 《은밀한 유혹》 ... 성열 역
- 2015년 영화 《뷰티 인사이드》 ... 김우진 역
- 2016년 영화 《그날의 분위기》 ... 김재현 역
- 2016년 영화 《해어화》 ... 김윤우 역
- 2016년 영화 《춘몽》 ... 오토바이 남 역
- 2020년 영화 《강철비 2: 정상회담》 ... 조선사 역
- 2021년 영화 《새해전야》 ... 재헌 역
- 2022년 영화 《배니싱:미제사건》 ... 박진호 역
- 2023년 영화 《멍뭉이》 ... 민수 역
- 2025년 영화 《어쩔수가없다》 ... 오진호 역

### 드라마
| 연도 | 방송사                      | 제목                                        | 역할           | 비고     |
| ---- | --------------------------- | ------------------------------------------- | -------------- | -------- |
| 2008 | MBC Drama                   | 토요심야드라마《별순검 시즌2》              | 박충기         | 단역     |
| 2008 | MBC                         | 수목드라마《종합병원 2》                    | 허우진         |          |
| 2009 | MBC                         | 수목드라마《종합병원 2》                    | 허우진         |          |
| SBS  | 월화드라마 《드림》         | 노철중                                      |                |          |
| MBC  | 수목드라마 《혼》           | 백종찬                                      |                |          |
| MBC  | 2010                        | 수목드라마 《런닝, 구》                     | 허지만         |          |
| SBS  | 2010                        | 일일드라마 《호박꽃 순정》                  | 오효준         |          |
| SBS  | 2011                        | 일일드라마 《호박꽃 순정》                  | 오효준         |          |
| MBC  | 토요심야드라마 《심야병원》 | 윤상호                                      |                |          |
| 2012 | SBS                         | 주말극장 《맛있는 인생》                    | 최재혁         |          |
| 2012 | MBC                         | 월화시트콤 《엄마가 뭐길래》                | 김연석         |          |
| 2013 | MBC                         | 월화드라마 《구가의 서》                    | 박태서         |          |
| 2013 | tvN                         | 금토드라마 《응답하라 1994》                | 칠봉이(김선준) |          |
| 2015 | MBC                         | 수목드라마 《맨도롱또똣》                   | 백건우         |          |
| 2015 | SBS                         | 월화드라마 《미세스 캅》                    | 조영우         | 특별출연 |
| 2016 | SBS                         | 월화드라마 《낭만닥터 김사부》              | 강동주         |          |
| 2017 | SBS                         | 월화드라마 《낭만닥터 김사부》              | 강동주         |          |
| 2018 | tvN                         | 토일드라마 《미스터 션샤인》                | 구동매         |          |
| 2020 | tvN                         | 목요드라마 《슬기로운 의사생활》            | 안정원         |          |
| 2021 | tvN                         | 목요드라마 《슬기로운 의사생활2》           | 안정원         |          |
| 2022 | 넷플릭스                    | 《수리남》                                  | 데이비드 박    |          |
| 2022 | JTBC                        | 수목드라마 《사랑의 이해》                  | 하상수         | 16부작   |
| 2023 | SBS                         | 금토드라마 《낭만닥터 김사부 3》            | 강동주         | 특별출연 |
| 2023 | tvN                         | 월화드라마 《운수 오진 날》                 | 금혁수         | 10부작   |
| 2024 | MBC                         | 금토드라마 《지금 거신 전화는》             | 백사언         | 12부작   |
| 2025 | tvN                         | 토일드라마 《언젠가는 슬기로울 전공의생활》 | 안정원         | 특별출연 |
| 2025 | ENA                         | 월화드라마 《당신의 맛》                    | 전민           | 특별출연 |
| 2025 | SBS                         | 금토드라마 《신이랑 법률사무소》            |                | 16부작   |

### 뮤지컬
| 연도 | 제목                                | 역할        | 비고        |
| ---- | ----------------------------------- | ----------- | ----------- |
| 2008 | 《세추안의 착한 사람》              |             |             |
| 2009 | 《음악극 '유령을 기다리며'》        |             |             |
| 2015 | 《벽을 뚫는 남자》                  | 듀티율      |             |
| 2016 | 《벽을 뚫는 남자》                  | 듀티율      |             |
| 2017 | 《헤드윅》                          | 헤드윅      |             |
| 2018 | 《젠틀맨스 가이드 : 사랑과 살인편》 | 몬티 나바로 | 국내 초연작 |
| 2019 | 《젠틀맨스 가이드 : 사랑과 살인편》 | 몬티 나바로 | 국내 초연작 |
| 2020 | 《베르테르》                        | 베르테르    |             |
| 2021 | 《젠틀맨스 가이드 : 사랑과 살인편》 | 몬티 나바로 |             |
| 2022 | 《젠틀맨스 가이드 : 사랑과 살인편》 | 몬티 나바로 |             |

## 연기 외 활동

### TV 프로그램
| 연도 | 방송사              | 제목                                   | 역할            | 날짜                          | 비고          |
| ---- | ------------------- | -------------------------------------- | --------------- | ----------------------------- | ------------- |
| 2012 | tvN                 | 《캣츠 앤 독스》                       | MC              | 04.08. ~ 06.30.               |               |
| 2012 | SBS                 | 《강심장》                             | 게스트          | 07.03.                        | 137회         |
| 2012 | SBS                 | 《강심장》                             | 게스트          | 07.10.                        | 138회         |
| 2013 | SBS                 | 《화신 - 마음을 지배하는 자》          | 게스트          | 04.23.                        | 10회          |
| 2013 | SBS                 | 《화신 - 마음을 지배하는 자》          | 게스트          | 04.30.                        | 11회          |
| 2013 | SBS                 | 《강심장》                             | 게스트          | 01.22.                        | 163회         |
| 2014 | tvN                 | 《현장토크쇼 TAXI》                    | 게스트          | 01.18.                        | 319회         |
| 2014 | tvN                 | 《꽃보다 청춘 - 라오스 편》            | 고정            | 09.12. ~ 10.10.               | 7회 ~ 11회    |
| 2014 | SBS                 | 《힐링캠프, 기쁘지 아니한가》          | 게스트          | 09.29.                        | 152회         |
| 2016 |                     |                                        |                 |                               |               |
| JTBC | 《냉장고를 부탁해》 | 게스트                                 | 01.04. / 01.11. | 60회, 61회                    |               |
| Mnet | 《위키드》          | 멘토 심사위원                          | 02.18. ~ 04.07  | 1회 ~ 8회                     |               |
| SBS  | 《런닝맨》          | 특별출연                               | 04.03.          | 293회                         |               |
| 2017 | SBS                 | 《박진영의 파티피플》                  | 게스트          | 09.02.                        | 7회           |
| 2017 | KBS2                | 《해피투게더 3》                       | 게스트          | 09.07.                        | 515회         |
| 2018 | 넷플릭스            | 《범인은 바로 너》                     | 게스트          |                               | 1회, 8회, 9회 |
| 2018 | JTBC                | 《날보러와요》                         | 게스트          | 10.30                         | 1회           |
| 2018 | tvN                 | 《인생술집》                           | 게스트          | 11.08. / 11.15.               | 96회, 97회    |
| 2018 | SBS                 | 《청룡영화상》                         | MC              | 11.23.                        | 39회          |
| 2019 | tvN                 | 《커피프렌즈》                         | 고정            | 01.04 ~ 03.08                 | 1회 ~ 10회    |
| 2019 | SBS                 | 《청룡영화상》                         | MC              | 11.21.                        | 40회          |
| 2020 | tvN                 | 《슬기로운 의사생활 스페셜》           | 출연            | 06.04.                        | 1부작         |
| 2020 | SBS                 | 《본격연예 한밤》                      | 인터뷰          | 07.08.                        |               |
| 2020 | KBS2                | 《연중 라이브》                        | 인터뷰          | 07.10.                        |               |
| 2020 | tvN                 | 《온앤오프》                           | 전화연결        | 07.11.                        | 11회          |
| 2020 | MBC                 | 《전지적참견시점》                     | 특별출연        | 07.25.                        | 114회         |
| 2020 | tvN                 | 《바닷길 선발대》                      | 게스트          | 11.22. / 11.29.               | 6회, 7회      |
| 2020 | SBS                 | 《런닝맨》                             | 게스트          | 12.27.                        | 535회         |
| 2021 | EBS                 | 《다큐프라임》포스트 코로나            | 진행&나레이션   | 01.25 ~ 01.27 / 02.01 ~ 02.03 | 6부작         |
| 2021 | SBS                 | 《청룡영화상》                         | MC              | 02.09.                        | 41회          |
| 2021 | tvN                 | 《출장 십오야》                        | 게스트          | 03.05. / 03.12.               | 1회, 2회      |
| 2021 | tvN                 | 《슬기로운 캠핑생활》                  | 고정            | 06.10.                        | 1부작         |
| 2021 | tvN                 | 《슬기로운 의사생활 시즌2 : 하드털이》 | 출연            | 07.28.                        | 1부작         |
| 2021 | tvN                 | 《슬기로운 산촌생활》                  | 고정            | 10.08 ~12.03                  | 9부작         |
| 2021 | KBS2                | 《청룡영화상》                         | MC              | 11.26.                        | 42회          |
| 2022 | tvN                 | 《놀라운 토요일》                      | 게스트          | 04.02                         | 206회         |
| 2022 | tvN                 | 《출장 십오야 - 스타쉽: 가을 야유회》  | 출연            | 11.06/11.20                   | 2부작         |
| 2022 | KBS2                | 《청룡영화상》                         | MC              | 11.25.                        |               |
| 2023 | tvN                 | 《놀라운 토요일》                      | 게스트          | 02.25                         | 252회         |
| 2023 | SBS                 | 《런닝맨》                             | 게스트          | 02.26                         | 643회         |
| 2023 | tvN                 | 《놀라운 토요일》                      | 게스트          | 07.08                         | 271회         |
| 2023 | 티빙                | 《브로 앤 마블》                       | 고정 출연       | 07.21 ~                       | 8부작         |
| 2023 | tvN                 | 《유 퀴즈 온 더 블럭》                 | 게스트          | 11.22                         | 220회         |
| 2023 | KBS2                | 《청룡영화상》                         | MC              | 11.24.                        |               |
| 2024 | SBS & 티빙          | 《브로앤마블》                         | 고정출연        | 01.24~03.13                   |               |
| 2024 | KBS                 | 《이효리의 레드카펫》                  | 게스트          | 03.22                         |               |
| 2024 | SBS                 | 《틈만 나면,》                         | 진행            | 04.23                         |               |

### 유튜브
| 연도 | 채널        | 제목                  | 역할   | 날짜         | 비고 |
| ---- | ----------- | --------------------- | ------ | ------------ | ---- |
| 2021 | 채널십오야  | 《슬기로운 캠핑생활》 | 고정   | 03.04 ~      |      |
| 2021 | 주말연석극  | 《주말연석극》        | 유연석 | 02.27 ~      |      |
| 2023 | 뜬뜬        | 《핑계고》            | 게스트 | 02.25        |      |
| 2024 | 채널 십오야 | 《나영석의 와글와글》 | 게스트 | 04.05, 04.12 |      |

### 뮤직비디오
| 연도 | 가수                 | 제목                | 비고 |
| ---- | -------------------- | ------------------- | ---- |
| 2008 | 윤종신               | 내일 할 일          |      |
| 2013 | 윤종신(with. 성시경) | 내일 할 일          |      |
| 2013 | 허니지               | 바보야              |      |
| 2013 | 효린                 | 너 밖에 몰라        |      |
| 2014 | 토이(with. 성시경)   | 세 사람             |      |
| 2015 | 스탠딩에그           | 예뻐서 그래         |      |
| 2018 | 케이윌               | 그땐 그댄           |      |
| 2020 | 규현                 | 내 마음을 누르는 일 |      |

### 광고
| 연도        | 기업명                     | 제품명                                                                    | 종류                     | 공동 출연              |
| ----------- | -------------------------- | ------------------------------------------------------------------------- | ------------------------ | ---------------------- |
| 2008        | 동화약품                   | 까스활명수                                                                | 소화제                   |                        |
| 2008        | 하나금융그룹               | 외환카드                                                                  | 금융                     |                        |
| 2009        | 삼성전자                   | 애니콜                                                                    | 휴대폰                   |                        |
| 2009        | 금호아시아나그룹           | 금호아시아나                                                              | 기업광고                 |                        |
| 2009        | KT                         | QOOK & SHOW (쿡앤쇼)                                                      | 통신사                   |                        |
| 2010        | 동서식품                   | 맥심아이스커피                                                            | 커피                     | 이나영, 박상면         |
| 2011        | KT                         | '4G LTE'편, 'TV 스카이라이프'편, '성질 급한 한국사람'편, '페어프라이스'편 | 통신사                   |                        |
| 2013        | 롯데칠성음료               | 핫식스                                                                    | 음료                     | 최여진                 |
| 2013        | (주)위메프                 | 위메이크프라이스 × '응답하라 1994' (풋티지 광고)                          | 소셜커머스앱             |                        |
| 2014        | CJ 푸드빌                  | 빕스 × '응답하라 스테이크' (풋티지 광고)                                  | 패밀리 레스토랑          |                        |
| 2014        | 엘오케이(유)               | 클라닉소닉                                                                | 뷰티 디바이스 브랜드     |                        |
| 2014        | 아모레퍼시픽               | 메디안                                                                    | 덴탈케어                 | 박신혜                 |
| 2014        | 유한킴벌리                 | 좋은느낌                                                                  | 생리대                   |                        |
| 2014        | (주)엠케이트렌드           | 앤듀(ANDEW)                                                               | 캐주얼 의류              |                        |
| 2014        | 영원아웃도어               | 노스페이스 화이트라벨                                                     | 아웃도어 의류            | 이연희                 |
| 2014        | 매일유업                   | 카페라떼(녹차라떼, 초콜릿라떼)                                            | 커피음료                 |                        |
| 2014        | 삼성카드                   | 삼성카드 홀가분 프로젝트                                                  | 신용카드                 | 손호준, 바로           |
| 2014        | 에버랜드                   | 에버랜드 LOVE PIC 프로젝트                                                | 놀이공원                 |                        |
| 2014 ~ 2016 | (주)아놀드파마             | 아놀드파마                                                                | 골프웨어                 | 조윤희                 |
| 2014 ~ 2016 | 인디에프                   | 트루젠(Trugen)                                                            | 정장                     | 정우, 손호준(2014년)   |
| 2015        | (주)뱅뱅어패럴             | 뱅뱅(BANGBANG)                                                            | 의류                     | 손담비                 |
| 2015        | 삼성물산 패션부문          | 빈폴(BEANPOLE) 액세서리                                                   | 남성백                   |                        |
| 2015        | 농심                       | 짜왕                                                                      | 라면                     |                        |
| 2016        | 삼성전자                   | 갤럭시S7 Day & Night in 제주                                              | 휴대폰                   | 이광수, 조윤우         |
| 2016        | 델타항공                   | 델타항공                                                                  | 항공사                   | 홍보대사               |
| 2017        | 우유자조금관리위원회       | 국산우유소비촉진 캠페인                                                   | 유제품(공익 광고)        | 홍보대사 및 모델       |
| 2018 ~ 2019 | 화승                       | 르까프                                                                    | 스포츠웨어               |                        |
| 2018 ~ 2019 | (주) 잡코리아              | 잡코리아                                                                  | 온라인리쿠르팅정보제공업 |                        |
| 2018 ~ 2021 | 한세엠케이(주)             | LPGA & PGA TOUR 골프웨어                                                  | 골프웨어                 |                        |
| 2019        | 한국오츠카제약             | 우르오스                                                                  | 남성 화장품              |                        |
| 2019        | 롯데제과                   | 드림카카오                                                                | 초콜렛                   |                        |
| 2019        | (주)메타포뮬러             | 메타포뮬러                                                                | 영양제                   |                        |
| 2019        | (주)지앤푸드               | 굽네피자                                                                  | 피자                     |                        |
| 2020        | GS리테일                   | 카페25                                                                    | 커피                     |                        |
| 2020        | (주)세러데이나인           | 닥터시드                                                                  | 샴푸                     |                        |
| 2020        | 문화체육관광부             | 소중한 문화 캠페인                                                        | 공익광고                 |                        |
| 2020        | LG전자                     | LG 오브제 컬렉션                                                          | 가전제품                 | 성유리                 |
| 2020 ~ 2021 | CJ제일제당                 | 스팸                                                                      | 가공식품                 |                        |
| 2020 ~ 2021 | (주)원어공                 | 원어공                                                                    | 영어 교육 서비스         |                        |
| 2020 ~ 2022 | CJ오쇼핑                   | 에디바우어                                                                | 아웃도어                 | 이청아, 한지현         |
| 2021        | 이유게임                   | 천상나르샤                                                                | 모바일 RPG               |                        |
| 2021        | 롯데칠성음료               | 칸타타 콘트라베이스                                                       | 커피                     | 정경호                 |
| 2021 ~ 2022 | 롯데제과(주)               | 롯데헬스원                                                                | 건강기능식품             |                        |
| 2021 ~ 2022 | KB국민은행                 | KB부동산                                                                  | 금융                     | 박희순, 이광수, 채수빈 |
| 2021 ~ 2022 | (주)요기코퍼레이션         | 요기보                                                                    | 리빙                     |                        |
| 2021 ~ 2022 | TAG Heuer                  | 태그호이어                                                                | 시계                     | 앰배서더               |
| 2022        | (주)엠큐브디벨롭먼트홀딩스 | 엠큐브 스퀘어                                                             | 지식산업센터             |                        |

### 노래
| 연도 | 노래명  | 종류         |
| ---- | ------- | ------------ |
| 2023 | Falling | 팬미팅, 팬송 |

## 수상 및 후보
| 연도 | 시상식                       | 부문                             | 작품               | 결과 |
| ---- | ---------------------------- | -------------------------------- | ------------------ | ---- |
| 2011 | 제48회 대종상                | 신인남우상                       | 혜화,동            | 후보 |
| 2012 | 제33회 청룡영화상            | 신인남우상                       | 무서운 이야기      | 후보 |
| 2013 | 제8회 에이어워즈             | 모던젠틀맨부문                   | 응답하라 1994      | 수상 |
| 2014 | 제7회 스타일 아이콘 어워즈   | 10대 스타일 아이콘상             | 빈칸               | 수상 |
| 2015 | 제51회 백상예술대상          | 영화부문 남자 조연상             | 상의원             | 후보 |
| 2015 | 제52회 대종상                | 남우조연상                       | 상의원             | 후보 |
| 2015 | 제35회 황금촬영상            | 신인남우상                       | 상의원             | 수상 |
| 2015 | MBC 연기대상                 | 미니시리즈부문 남자 우수연기상   | 맨도롱 또똣        | 후보 |
| 2015 | MBC 연기대상                 | 10대 스타상                      | 맨도롱 또똣        | 수상 |
| 2016 | 한국 영화를 빛낸 스타상      | 인기배우상                       | 그날의 분위기      | 수상 |
| 2016 | SBS 연기대상                 | 베스트 커플상 (with 서현진)      | 낭만닥터 김사부    | 수상 |
| 2016 | SBS 연기대상                 | 장르드라마부문 남자 우수연기상   | 낭만닥터 김사부    | 수상 |
| 2018 | 제2회 한국뮤지컬어워즈       | 남우신인상                       | 헤드윅             | 후보 |
| 2018 | 제6회 에이판 스타 어워즈     | 중편드라마부문 남자 우수연기상   | 미스터 션샤인      | 후보 |
| 2018 | 제2회 더 서울어워즈          | 드라마부문 남우조연상            | 미스터 션샤인      | 수상 |
| 2018 | 제3회 아시아 아티스트 어워즈 | 배우부문 남자인기상              | 미스터 션샤인      | 후보 |
| 2018 | 제3회 아시아 아티스트 어워즈 | 배우부문 올해의 아티스트상       | 미스터 션샤인      | 수상 |
| 2018 | 제3회 아시아 아티스트 어워즈 | 베스트 액터상                    | 미스터 션샤인      | 수상 |
| 2019 | 제55회 백상예술대상          | TV부문 남자 조연상               | 미스터 션샤인      | 후보 |
| 2019 | 제55회 백상예술대상          | V LIVE 인기상                    | 미스터 션샤인      | 후보 |
| 2019 | 제14회 숨피 어워즈           | 최우수조연상 남자부문            | 미스터 션샤인      | 후보 |
| 2021 | 제7회 에이판 스타 어워즈     | 아이돌챔프 남자 인기상           | 슬기로운 의사생활  | 후보 |
| 2021 | 제41회 청룡영화상            | 남우조연상                       | 강철비 2: 정상회담 | 후보 |
| 2023 | 제1회 핑계고 시상식          | 신인상                           | 빈칸               | 수상 |
| 2024 | 제60회 백상예술대상          | TV부문 남자 최우수연기상         | 운수 오진 날       | 후보 |
| 2024 | MBC 연기대상                 | 대상                             | 지금 거신 전화는   | 후보 |
| 2024 | MBC 연기대상                 | 미니시리즈부문 남자 최우수연기상 | 지금 거신 전화는   | 수상 |
| 2024 | MBC 연기대상                 | 베스트 커플상 (with 채수빈)      | 지금 거신 전화는   | 수상 |
| 2024 | SBS 연예대상                 | 토크·리얼리티부문 남자 신인상    | 틈만 나면,         | 수상 |
| 2024 | SBS 연예대상                 | 신스틸러상                       | 틈만 나면,         | 후보 |
| 2024 | SBS 연예대상                 | 베스트 커플상 (with 유재석)      | 틈만 나면,         | 후보 |

## VIP 시사회
- 범죄도시4 (2024년)